# Manulea chrysantha
Manulea chrysantha är en flenörtsväxtart som beskrevs av O.M. Hilliard. Manulea chrysantha ingår i släktet Manulea och familjen flenörtsväxter. Inga underarter finns listade i Catalogue of Life.